# Tomás Bartolini
Tomás Bartolini (Argentina, 11 de abril de 2003) es un jugador profesional argentino de rugby que se desempeña en la posición de hooker en Tarucas, equipo perteneciente a la liga Super Rugby Américas.

## Carrera
En 2022, Bartolini hizo su debut como profesional con el equipo Marista Rugby Club. En 2023 se unió a Dogos XV, donde lleva jugando dos temporadas. También fue parte de la Selección juvenil de rugby de Argentina.